# 伊戈 (堪薩斯州)
伊戈（英語：Igo）是位於美國堪薩斯州魯克斯縣的一個鬼鎮。

## 歷史
伊戈的郵政局於1877年設立，直到1904年結束營運。現時伊戈已沒有任何遺址。

## 地理
伊戈所處的海拔為高於海平面570米（即1880英呎），而該地所採用的時區為UTC-6，即北美中部時區（CST）。同時該地設有夏令時間，為UTC-6調快一小時，即UTC-5（CDT）。